# Chris Brown
 Ovo je glavno značenje pojma Chris Brown. Za druga značenja pogledajte Chris Brown (razdvojba).
Christopher Maurice Brown (5. svibnja 1989.) je američki R&B pjevač, pisac pjesama, plesač, redatelj spotova i glumac. 
Krajem 2005. godine izdao je prvi album Chris Brown s kojeg je prvi singl, pjesma Run It koji je producirao Scott Stroch, postala broj jedan na glazbenim ljestvicama. Još su dva singla ušla u top deset: Yo (Excuse Me Miss) i Say Goodbye. Brownov drugi album pod nazivom Exclusive objavljen je u studenome 2007. Izašao je i njegov drugi američki broj jedan hit, Kiss Kiss koji je producirao T-Pain. Njegov treći singl With You dosegao je drugo mjesto na Billboardovoj Hot 100 listi, i ušao je u top deset u nekoliko država diljem svijeta. Forever je izdan kao peti singl i do sada je na trećem mjestu na Billboard Hot 100.

## Životopis
Brown je rođen i odgojen u malom gradu Tappahannock, Virginia, kao jedno od dvoje djece Joyce Hawkins i Clintona Browna. Pleše od svoje druge godine. Brown nije bio svjestan svojih glasovnih sposobnosti do svoje jedanaeste godine. Prije nego što je postao pjevač, htio je postati rapper. U trinaestoj godini Browna je otkrio lokalni produkcijski tim koji su posjetili očevu benzinsku stanicu, tražeći nove talente. Od tada, počeo je snimati i preselio se u New York. Ostao je tamo dvije godine. U petnaestoj godini, Brown je poslan na nastup u Los Angelesu. Početkom 2005., Brown je počeo raditi na svom albumu. 

## Pjevačka karijera
Chris Brown: (2005. – 2006.)
Brown je napustio školu krajem 2004. da bi počeo raditi na albumu, nazvan njegovim imenom, koji je izdan 29. 11. 2005. Album je dosegao 2. mjesto na Billboardovoj 200 listi, prodan u 155.000 kopija u prvom tjednu prodaje. Njegov prvi singl Run It našao se na prvom mjestu u SAD-u, Novom Zelandu i Australiji. Yo, (Excuse Me Miss), postao je Brownov drugi top deset hit u SAD-u, držeći 7. i 13. mjesto u Engleskoj. Njegov treći singl Gimme That izdan je u ožujku 2006. u kojem je nastupio i Lil Wayne. Singl se brzo popeo na 15. mjesto na Billboardovoj Hot 100 listi. Njegov četvrti singl Say Goodbye bio je dio Step Up Soundtracka. 
Exclusive: (2006. – danas)
Album je bio broj 4 na Billboardovoj 200 listi i broj 2 na Billboardovoj Top R&B/Hip-Hop Albumi,  prodan u 300.000 kopija u prvom tjednu, 140.000 kopija više nego njegov prvi album. Prvi singl na albumu, Wall To Wall, bio je 96. na Billboard Hot 100 listi, a 79. i 22. na Billboard R&B and Hip-Hop listi. To je pjesma koja je imala najlošiju poziciju na listama. ”Kiss Kiss“, s T-Painom izdan je kao drugi singl. Pjesma je bila uspješnija nego Wall To Wall. Pjesma je zasjela na prvo mjesto na Billboard Hot 100 listi. 4. 12. 2007. Chris je izdao i treći singl na albumu pod nazivom With you. Pjesma je bila druga na Billboard Hot 100 listi. Postala je najuspješnija pjesma koja je ušla u top deset u Hrvatskoj, Indoneziji, Novom Zelandu, Filipinima, Singapuru, Bugarskoj, Brazilu, Kanadi, SAD-u, Cipru. Irskoj, Francuskoj, Ujedinjenom Kraljevstvu, Malti, Maleziji, Australiji. Njegov novi singl Forever dosegao je treće mjesto na Billboard Hot 100.

## Albumi
- 2005.: Chris Brown
- 2007.: Exclusive
- 2009.: Graffiti
- 2011.: F.A.M.E.
- 2012.: Fortune

## Singlovi
- 2005.: "Run It!" (s Juelz Santana)
- 2006.: "Yo (Excuse Me Miss)"
- 2006.: "Gimme That (Remix)" (s Lil Wayne)
- 2006.: "Say Goodbye"
- 2007.: "Wall To Wall"
- 2007.: "Kiss Kiss’’ (s T-Pain)
- 2007.: "This Christmas"
- 2007.: "With You"
- 2008.: "Take You Down"
- 2008.: "Forever"
- 2008.: "Superhuman" (s Keri Hilson)
- 2009.: "I Can Transform Ya" (s Lil Wayne i Swizz Beatz)
- 2009.: "Crawl"
- 2010.: "Deuces"
- 2010.: "Yeah 3X"
- 2012.: "Turn Up The Music"
- 2012.: "Sweet Love"
- 2012.: "Don't wake me up"
- 2013.: "Fine China"

## Dueti
- 2006.: "Shortie Like Mine" (Bow Wow featuring Chris Brown)
- 2008.: "No Air" (Jordin Sparks featuring Chris Brown)
- 2008.: "Shawty Get Loose" (Lil Mama featuring Chris Brown and T-Pain)
- 2008.: "Get like Me" (David Banner featuring Chris Brown and Yung Joc)
- 2008.: "Superhuman" (Chris Brown featuring Keri Hilson)
- 2011.:"Next To You" (Chris Brown featuring Justin Bieber)
- 2011.: Look at me now ( Chris Brown featuring Lil' Wayne and Busta Rhymes)
- 2011.: "International Love" (Pittbul featuring Chris Brown)
- 2012.: "Why Stop Now" (Busta Rhymes featuring Chris Brown)
- 2012.: Nobody´s bussines (Rihanna feuturing Chris Brown)